# Impact Is Imminent
Impact is Imminent è un album studio del gruppo thrash metal Exodus, pubblicato nel 1990.

## Tracce
1. Impact Is Imminent – 4:19
2. A.W.O.L. – 5:43
3. The Lunatic Parade – 4:13
4. Within the Walls of Chaos – 7:43
5. Objection Overruled – 4:36
6. Only Death Decides – 6:05
7. Heads They Win (Tails You Lose) – 7:41
8. Changing of the Guard – 6:48
9. Thrash Under Pressure – 2:39

## Formazione
- Steve "Zetro" Souza - voce
- Gary Holt - chitarra
- Rick Hunolt - chitarra
- Rob McKillop - basso
- John Tempesta - batteria

## Classifiche
| Anno | Classifica    | Posizione |
| ---- | ------------- | --------- |
| 1990 | Billboard 200 | 137       |